# 댄 게이블
대니 마크 "댄" 게이블(영어: Danny Mack "Dan" Gable, 1948년 10월 25일~)은 미국의 레슬링 선수로 1972년 하계 올림픽 자유형 라이트급에서 금메달을 획득했다. 현역 은퇴 후 모교인 아이오와 대학교 레슬링팀 감독을 맡았다.

## 수훈
- 대통령 자유 훈장(2020년 12월 7일)